# Kami (jogador)
Gabriel Bohm Santos (Pelotas, 2 de abril de 1996), mais conhecido como Kami, é um ex-jogador profissional de League of Legends brasileiro que atuava pela equipe da paiN Gaming.
Jogador da rota do meio, conquistou duas edições do Campeonato Brasileiro de League of Legends (2013 e a segunda etapa de 2015) e ainda disputou o Campeonato Mundial de 2015, sendo o mid laner eleito para representar o Brasil em três edições do International Wildcard All-Stars. Foi constantemente citado como o melhor jogador brasileiro de League of Legends e, de acordo com a Época, tornou-se o primeiro brasileiro a estar entre os 10 melhores jogadores do mundo. No dia 23 de novembro de 2020, anunciou oficialmente sua aposentadoria no cenário competitivo, causando comoção instantânea na comunidade de League of Legends.

## Carreira
A carreira profissional de Kami teve início em dezembro de 2011, ainda aos 15 anos, foi contratado pela paiN Gaming, primeira equipe profissional do país. Na época, nem sequer havia Campeonato Brasileiro de League of Legends ou servidor nacional, que só viriam em 2012.
Na primeira temporada do jogo no Brasil, Kami e a paiN não conquistaram nenhum grande título, mas ficaram em terceiro lugar no Intel Extreme Masters de São Paulo, e no primeiro CBLoL e em segundo no GeForce GTX Invitational, torneio organizado pela NVIDIA.
Em 2013, vieram os primeiros títulos em campeonatos presenciais: a BGL (Brasil Gaming League) Arena e, mais importante, o título nacional do CBLoL, com vitória de 3 jogos a 1 sobre a CNB e-Sports Club. Com o título no CBLoL de 2013, a paiN teve a oportunidade, então inédita para uma equipe brasileira, de disputar o Desafio International (International Wildcard Qualifiers), classificatória internacional para o Campeonato Mundial de League of Legends de 2012. No entanto, a paiN foi derrotada na final pela equipe lituana GamingGear.eu e não foi ao Mundial.
Para a temporada de 2014, a equipe de Kami passou por grandes mudanças no elenco. Felipe "brTT" Gonçalves, um dos destaques da organização, foi contratado pela Keyd Stars, que trouxera dois jogadores da Coreia do Sul, região de maior sucesso no League of Legends mundial. A paiN, por sua vez, também se reforçou com dois coreanos: Han “Lactea” Gi-hyeon e Kim “olleh” Joo-sung. A paiN foi a segunda equipe com mais títulos presenciais no ano, mas não venceu as duas edições do CBLoL realizadas no ano: perdeu na final para a Keyd Stars na Liga Brasileira - Série dos Campeões, e caiu nas semifinais para a CNB na Final Regional Brasileira, que valia a vaga na classificatória para o Mundial. Apesar da ausência de título nacional e do domínio dos coreanos, Kami foi eleito o melhor meio e o melhor jogador da temporada de 2014 pelo MyCNB Awards, com mais da metade dos votos.
2015 iniciou-se com reformulações: o CBLoL passou a ter duas etapas distintas e independentes, cada uma garantindo vaga para classificatórias dos eventos internacionais da Riot Games: o primeiro, para o recém-criado Mid-Season Invitational, o segundo, para o Mundial. A paiN, por sua vez, perdeu Lactea e olleh, que não conseguiram renovar seus vistos. brTT foi contratado de volta e Hugo "Dioud" Padioleau, suporte francês, veio ao Brasil para reforçar a paiN. Na primeira etapa, o time de Kami foi eliminado nas semifinais pela eventual campeã INTZ e-Sports pelo placar de 3 a 0, e ficou apenas com o terceiro lugar, após vencer a KaBuM.Black. Com o reforço do bicampeão Matheus "Mylon" Borges na rota do topo, a paiN enfim chegou ao bicampeonato. Com um desempenho mediano na primeira fase, a paiN cresceu na fase eliminatória e revidou os 3 a 0 da favorita INTZ, em final realizada no Allianz Parque.
Com a vitória na segunda etapa, veio a classificação para o Desafio Internacional (International Wildcard Qualifier). Dessa vez, a paiN venceu todas as suas partidas e classificou-se para o Campeonato Mundial de 2015, realizado na Europa. A imprensa internacional colocou os brasileiros como "azarões", mas exaltou a equipe e, principalmente, Kami. Nas palavras do analista dinamarquês Martin "Deficio" Lynge, "esse cara [Kami] é um monstro. O paiN Gaming e o Brasil, como região, estão melhorando. Este não deve ser o ano para eles [se classificarem]. Eu não acredito que o paiN e o KOO Tigers estão em um nível próximo".
Após derrotas para a coreana KOO Tigers e para a americana Counter Logic Gaming, a campeã brasileira conseguiu vencer a taiwanesa Flash Wolves. No returno, a segunda vitória, novamente sobre a Flash Wolves, não ficou distante, mas os taiwaneses triunfaram no jogo mais longo do campeonato até então. Contra os coreanos, a paiN não teve chance, mas, em duelo contra a já eliminada CLG, conseguiu a segunda vitória e encerrou sua participação como a melhor campanha brasileira no Mundial, não igualada pela INTZ em 2016.
No torneio International Wildcard All-Stars, jogo das estrelas entre os representantes das regiões menores do LoL, que classifica para o principal evento de All-Stars, Kami foi o brasileiro mais votado, com 150.333 votos. Para fins de comparação, o segundo mais votado na rota do meio, Felipe "YoDa" Noronha, teve apenas 21.931. O Brasil, entretanto, ficou apenas em quinto lugar e não se classificou para o torneio principal. Em votação ao final do ano, Kami foi novamente eleito o melhor jogador brasileiro pelo público do MyCNB Awards, bem como votado o melhor jogador da rota do meio pelos analistas e jogadores votantes.
Na temporada seguinte à da participação no Mundial, a paiN caiu de rendimento e, pela primeira vez na história do CBLoL, não esteve presente nas semifinais, pois caiu nas quartas-de-final para a KaBuM! e-Sports, por 2 a 0. O regulamento ainda determinava que as equipes desclassificadas nas quartas se enfrentassem pela quinta colocação, com a derrotada tendo de disputar a Série de Promoção contra uma equipe do Circuito Desafiante para permanecer no CBLoL. A paiN perdeu por 2 a 1 a série para a RED Canids, mas obteve vitória tranquila contra a Overload e permaneceu no CBLoL. Na segunda etapa, com brTT na reserva, substituído por Rodrigo "TaeYeon" Panisa, a paiN conseguiu voltar às semifinais, mas caiu para a eventual campeã INTZ por 3 a 2. Além disso, em 2016 foi revelado pelo jornalista Filipe Vilicic, da Veja, que a multa rescisória para o contrato de Kami atingia R$ 1 milhão. Foi considerado pelo Globo.com o melhor jogador da modalidade do país. Entretanto, em 2016, foi eleito apenas o terceiro melhor jogador da rota do meio do cenário competitivo brasileiro pelo MyCNB Awards.
Já em 2017, a paiN foi reforçada por uma nova rota inferior: o atirador Pedro "Matsukaze" Gama foi trazido da KaBuM! e Caio "Loop" Almeida, contratado em 2015 e suspenso pela temporada de 2016, finalmente pôde estrear. As semifinais foram novamente alcançadas no primeiro split, mas novamente a paiN cruzou o caminho da campeã (dessa vez, a RED Canids) e acabou eliminada.
Em janeiro de 2018, a torcida da paiN foi pega de surpresa após Kami não ser inscrito para o 1.º split do CBLOL, tendo então Thiago "Tinowns" Sartori inscrito em seu lugar. Segundo o próprio Kami, foi uma escolha que partiu do próprio atleta, que decidiu se dedicar em outros planos, entre eles seus estudos de aviação. Sobre seu retorno no 2.º split, ele deixou incerto sobre seu futuro no cenário competitivo.
| “ | Um pro-player precisa respirar LoL 100% e precisa dedicar seu tempo ao máximo. Por algumas semanas no 2.º Split eu não estava, eu me perdi. Descobri que tenho uma paixão por aviação, que tenho o sonho de ser piloto de avião, então eu comecei a estudar e quero seguir isso. Não sei quando, mas eu quero seguir isso como profissão. Não sei se vou voltar, não sei se não vou voltar. Eu sei que é arriscado, sei que é um negócio incerto, mas é uma oportunidade (estudar a aviação). Estou seguro na decisão que tomei. | ” |

Em setembro de 2019, Kami anunciou seu retorno ao cenário competitivo de League of Legends após dois anos fora dos palcos pela paiN Gaming, clube que defende desde 2011.
| “ | Prometo não desapontá-los. A jornada de preparação em busca da minha melhor versão começa hoje. Estou de volta no controle. | ” |

Em 23 de novembro de 2020, em um vídeo postado nas redes sociais da paiN e de Kami, o jogador anunciou que não faria o retorno como havia prometido no ano anterior e que havia se aposentado definitivamente.

## Vida pessoal
O interesse de Kami por jogos eletrônicos iniciou-se aos 3 anos, quando ganhou um jogo portátil de sua mãe, Sandra Böhm. Filho de pais separados, foi incentivado por ela a jogar em casa para evitar a violência urbana em Florianópolis, onde morou até ser chamado à gaming house da paiN Gaming. Quando mais jovem, competia em xadrez, apesar de mais interessado nos jogos eletrônicos. Sua mãe também participa de eventos gamers vestindo cosplays de personagens de League of Legends. Com sua ajuda, o jogador possui também a própria marca de roupas, a Kamikat Official Store.
Kami é abertamente homossexual, e revelou sua orientação sexual em publicação no Facebook em 2014.

## Controvérsias
Após a eleição presidencial de 2022 no Brasil, o ex-namorado de Kami, Gustavo Rodrigues, divulgou áudios do jogador, então seu companheiro, descontente com os resultados eleitorais, qualificando a população nordestina como "burra" por ter votado no então presidente eleito Luiz Inácio Lula da Silva, e alegando que "no Nordeste só tem miséria". Kami, então, foi afastado da paiN por período indeterminado, mediante a repercussão negativa do ocorrido. Posteriormente, em setembro de 2023, o jogador pediu desculpas ao público alegando ter muitos amigos nordestinos e que o episódio teria sido grave, mas que não é xenofóbico.

## Títulos
paiN Gaming
- Campeonato Brasileiro de League of Legends: 2013 e 2015-2
- BGL Arena: 2013
- International Wildcard Qualifier: 2015